# Uka
Ulambayar Davaa, más conocida como Uka (Mongol tradicional Уламбаяр Даваа, Mongol cirílico: Уламбаяр Даваа) Es una prominente cantante mongola que comenzó su carrera musical como miembro del popular grupo pop femenino Kiwi. Desde que aquella banda pasara a la inactividad en el año 2013, cuando comenzó su carrera en solitario, Uka ha ido adquiriendo una popularidad creciente, no sólo por sus canciones, sino también por su inusual imagen, con pelo rubio y rasgos europeos, sino también por sus videos musicales y por sus movimientos de baile.
La vocalista, además, ha participado como mentora de muchos aspirantes a cantantes en la versión mongola del concurso La voz, y de hecho, la mayor parte de los ganadores del concurso, proceden de su equipo.

## Biografía

### Comienzos
Uka, nacida en Ulan-Bator, tiene raíces ruso-mongolas, y se crio con sus padres, Davaa y Zamand y con sus hermanas. De pequeña estudiaba en la escuela 44 de la capital mongola y en época de vacaciones, solía visitar la casa de su abuela. Posteriormente, la joven se matriculó y años después, se licenció como graduada en bellas artes. Como curiosidad, la propia cantante dijo años después que su hermana, que se matriculó en la misma facultad, sí tenía una buena voz, aunque descartó iniciar una carrera musical. Después de su época universitaria, Uka, entró en contacto con un grupo de Break dance, cuyos miembros decían de ella que era una "mala cantante". A pesar de todo, empezó a asistir a un estudio como instructora de baile y simultáneamente, a dar clases de canto. Fue en ese momento cuando la joven, conoció a Angirmaa, prestigiosa productora  y compositora que se fijó en ella, y que reclutó junto a Namunaa y Agi para formar la banda Kiwi.

### Kiwi (2004-2013)
La productora y compositora Angirmaa fundó la banda Kiwi en el año 2004 aunque el debut definitivo del grupo tenía lugar en el año 2006 con la publicación de su disco "Hüsle helne", que tuvo muchas canciones exitosas. Durante los dos años siguientes el grupo continuó su ascenso y recibieron sendos galardones a la mejor banda rebelación en los Pentatonic awards y a la mejor canción en los UBS music awards. El grupo llegó a publicar un total de siete álbumes de estudio e incontables canciones. Uka atribuye el éxito y la popularidad de Kiwi, a la estricta ética de trabajo inculcada por Angirmaa.

### En solitario (2013-actualidad)
Desde que el grupo Kiwi terminara su actividad en el 2013, la vocalista fichó con el sello discográfico Hi-Fi Media group y comenzó su carrera en solitario con una canción muy popular titulada "Tengger hugjim töglösör" (El cielo sigue tocando música), que supuso so carta de presentación. Un año después, en el 2014, después de varias canciones publicadas, editó "I am in love", su primer álbum de estudio en solitario. Después llegarían más álbumes y más canciones, siendo una de ellas la famosa "Margaashiin Nar Luu Hamt Ayalah Uu" que acumula hoy en día más de 16 millones de visualizaciones en Youtube.

## Carrera televisiva
Desde el año 2017 hasta la actualidad, Uka ha estado apareciendo ininterrumpidamente en televisión, más concretamente en la versión mongola de La voz, no solamente como jurado, sin también como mentora de los cantantes participantes. Desde el inicio de su participación en el concurso, la mayor parte de los aspirantes ganadores han procedido de su equipo. Una de estas ganadoras es la popular Enguun Tseyendash que hoy en día es una violinista y cantante consagrada.

## Vida personal
No se conoce gran cosa acerca de la vida íntima de la cantante. Lo poco que se sabe es que Uka está casada con el ingeniero de minas G. Erdenechuluun, con el que tiene dos hijos.

## Discografía

### Con Kiwi
- Hüsle helne (2006)
- Gúrvan setgel ner hüsel (2007)
- Chamd amjilth hüsye (2008)
- Hüsel (2009)
- Bidniy dúrlal (2010)
- Kiwi tavan nas hürlee (2010)
- 2014 (2013)

### En solitario
- I'm in love (2014)
- 11:06 (2015)
- Hug-Jim (2017)
- Don't stop (2018)
- Do it (2019)

#### Sencillos
- "Margaashiin Nar Luu Hamt Ayalah uu"
- "DO IT"
- "Don't Stop" feat. DJ Zaya
- "Erh Chuluulnu"
- "Gurvan Ugee Heleh uu"
- "Gantsaardlaas Buu Ai"
- "Araas Min Tevreech"
- "Sahiulsan Tenger"
- "Muruudul Bid Hoyor"
- "Gerel Asaa"
- "Uul" feat. Degi
- "Hairtai Gej Heleech" feat. Luuya, Lil Thug E